# (5679) Akkado
(5679) Akkado es un asteroide perteneciente al cinturón de asteroides descubierto el 2 de noviembre de 1989 por Kin Endate y el también astrónomo Kazuro Watanabe desde el Observatorio de Kitami, Hokkaidō, Japón.

## Designación y nombre
Designado provisionalmente como 1989 VR. Fue nombrado Akkado en homenaje a una de las cuevas de estalactitas más grandes de Japón, ubicada en la prefectura de Iwate.

## Características orbitales
Akkado está situado a una distancia media del Sol de 2,896 ua, pudiendo alejarse hasta 3,014 ua y acercarse hasta 2,777 ua. Su excentricidad es 0,040 y la inclinación orbital 2,048 grados. Emplea 1800,12 días en completar una órbita alrededor del Sol.

## Características físicas
La magnitud absoluta de Akkado es 13. Tiene 6,323 km de diámetro y su albedo se estima en 0,306. 